# کارولین وزنیاکی
کارولین وزنیاکی (زادهٔ ۱۱ ژوئیه ۱۹۹۰) تنیسوری حرفه‌ای از دانمارک با اصلیتی لهستانی است که در اُدِنْسه به دنیا آمد. از هفت‌سالگی تحت آموزش پدرش در زمینهٔ تنیس قرار گرفت و تاکنون به ۱۸ عنوان دبلیوتی‌ای دست یافته و یک مرتبه در سال ۲۰۰۶ به فینال نوجوانان آزاد استرالیا راه یافت. کارولین در رتبهٔ ۱ برترین تنیسورهای زن قرار داشت که بالاترین رتبهٔ او نیز بود، اما با شکست‌های پی‌درپی، این رتبه را از دست داد. او در سال ۲۰۰۸ به‌عنوان پدیدهٔ جدید مسابقات شناخته شد.

## مدللباس شنا
کارولین وزنیاکی در سال ۲۰۱۵ میلادی به دنبال دیگر ستارگان تنیس انفرادی زنان نظیر اشتفی گراف (۱۹۹۷)، سرینا ویلیامز (۲۰۰۴)، ونوس ویلیامز (۲۰۰۵)، ماریا شاراپووا (۲۰۰۶)، آنا ایوانوویچ (۲۰۱۰) و رافائل نادال (۲۰۱۲)، برای شماره ویژه شماره ویژه لباس شنای Sports Illustrated با لباس شنای نقاشی شده، مقابل دوربین قرار گرفت. طراحی یک لباس شنا بر بدن وزنیاکی توسط متخصصان گریم و آرایش، نقاشی شد. وی برای عکسبرداری به جزیره‌ای در گرانادا سفر کرد.